# Jankiel Wiernik
Jankiel Wiernik, également Yankel Wiernik ou Jacob Wiernik, né en 1889 à Biała Podlaska, dans l'Empire russe, et mort en 1972 à Rishon LeZion, en Israël, est un charpentier polonais survivant de la Shoah. Il est charpentier dans le centre d'extermination de Treblinka et l'un des organisateurs du soulèvement du camp en août 1943. Après son évasion, il rédige un témoignage, Rok w Treblince (Un an à Treblinka).

## Biographie

### Avant la déportation
Wiernik est charpentier à Varsovie, et membre du jury d'examen des maîtres-charpentiers avant la guerre. Il travaille aussi comme gardien de la maison de la famille Krzywoszewski. Il doit déménager dans le ghetto de Varsovie, où il vit de ses économies. Le 23 août 1942, lui et plusieurs milliers d'autres Juifs sont déportés à Treblinka.

### Un an à Treblinka
À son arrivée, il réussit à se mêler aux détenus travaillant dans le camp et échappe ainsi au gazage. Son travail comprend la coupe du bois, mais aussi l'extraction des corps des chambres à gaz et leur transport vers des fosses communes. Comme il y a peu de charpentiers parmi les déportés, ses services sont sollicités : il doit participer à la construction des chambres à gaz et de divers bâtiments, et devient ainsi charpentier du camp, ce qui lui sauve la vie. Cette activité l'amène à circuler du camp d'extermination Treblinka II (comprenant les chambres à gaz) au camp Treblinka I, ce que les autres détenus ne sont pas autorisés à faire. Cela fait de lui un lien important entre les deux camps, lien sans lequel il n'aurait pas été possible d'impliquer Treblinka II dans le soulèvement. Après l'incinération d'environ un million de cadavres, la liquidation du camp s'annonce : un soulèvement des détenus a alors lieu le 2 août 1943, au cours duquel Wiernik s'échappe du camp et gagne Varsovie.

### Après la fuite

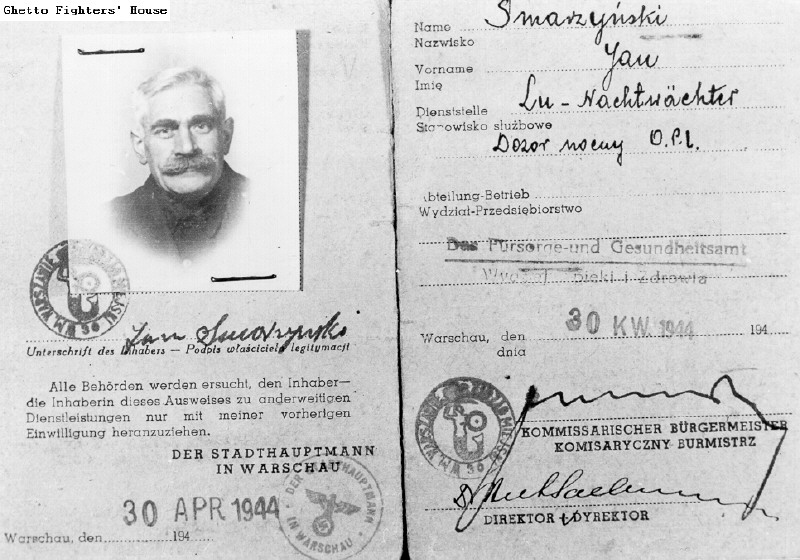
Faux papiers de Jankiel Wiernik.

Après s'être échappé du camp, il trouve refuge auprès de la famille Krzywoszewski à Varsovie, qui lui fournit de faux papiers et un hébergement chez Mme Bukowski. Les organisations clandestines judéo-polonaises demandent à Jankiel Wiernik d'écrire ses expériences dans le camp. Ses comptes-rendus portent le titre Rok w Treblince et sont imprimés par la presse clandestine polonaise sous forme d'une brochure tirée à environ 2000 exemplaires, avec l'aide de Ferdynand Arczyński. Rok w Treblince est distribuée par l'union générale des travailleurs juifs et d'autres organisations secrètes jusqu'à Londres, siège du gouvernement polonais en exil. Elle y est traduite en anglais et publiée en 1944. Ce rapport couvre la période du 23 août 1942, quand Wiernik a été expulsé du ghetto de Varsovie, au 2 août 1943, date de son évasion.
Wiernik survit à la guerre dans la clandestinité et devient membre de l'armée populaire de Pologne, avec laquelle il participe à l'insurrection de Varsovie en 1944. Il émigre en Suède, puis en Israël.

### Témoignage lors des procès pour crimes de guerre

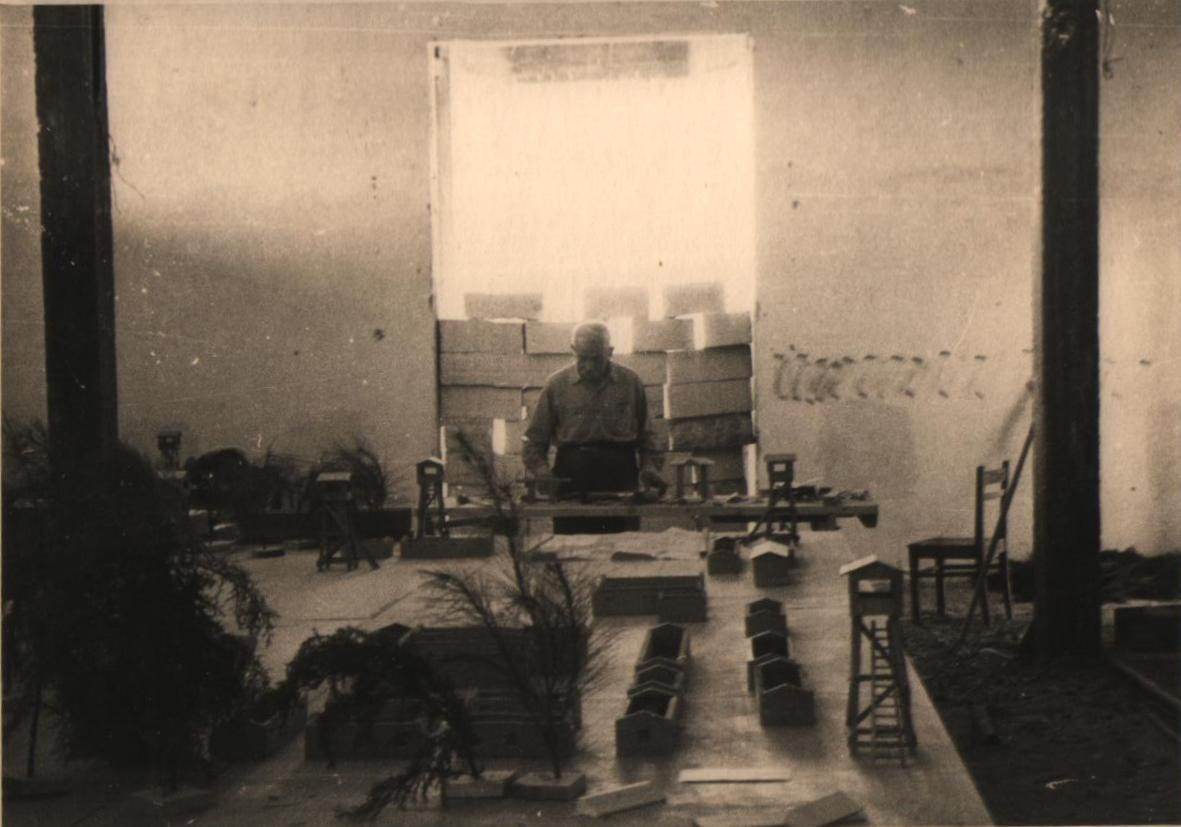
Yaakov Wiernik construit une maquette du camp de Treblinka à la Maison des combattants du ghetto à Lohamei HaGeta'ot (avant 1959).

Wiernik témoigne en 1947 à l'audience contre Ludwig Fischer, ancien gouverneur du district de Varsovie du gouvernement général de Pologne, et en 1961 lors du procès Eichmann. À cette fin, il construit une maquette en bois du camp, qui est également utilisée comme preuve lors du procès Eichmann et est exposée dans la Maison des combattants du ghetto en Israël.

## Publications
- Jankiel Wiernik: Rok w Treblince. Rada Ochrony Pamie̜ci Walk i Me̜czeństwa, Warszawa 2003, réimprimé par Nakł. Komisji Koordynacyjnej, Warszawa 1944 (autres versions linguistiques : anglais, hébreu)